# Збройні сили Туркменістану

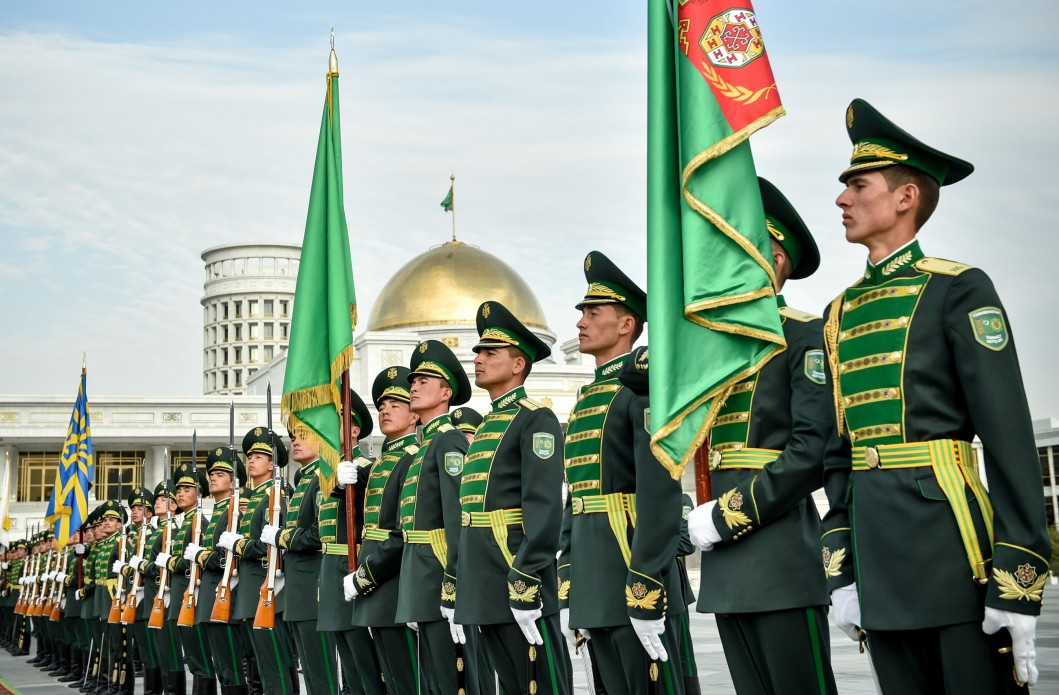
Військовий караул

Збройні сили Туркменістану (туркм. Türkmenistanyň Ýaragly Güýçleri). Чисельність збройних сил становить орієнтовно 200 тис. осіб (2005). Витрати на оборону досягають, за офіційними даними, майже 300 млн дол. (приблизно 3,4 % ВВП). За даними на 2009 р. — понад 400 млн доларів США. На першому етапі після здобуття незалежності армія функціонувала за радянським зразком, використовуючи озброєння та військову техніку, що дісталися від СРСР. Потім в основу концепції будівництва збройних сил було покладено нейтральний статус Туркменістану. Туркменська влада пішли шляхом формування нечисленної, але боєздатної армії, достатньої для захисту державної цілісності та національного суверенітету від можливої агресії, тому, незважаючи на проголошений нейтральний статус Туркменістану, армія оснащена сучасними видами озброєння, в першу чергу ВПС та ВМФ на Каспії.

## Загальна інформація
Збройні сили Туркменістану розміщені за територіальним принципом, відповідно до кількості областей. Нині в республіці діють 5 військових округів. Розпочато трансформацію дивізій в бригади, і останнім часом сухопутні війська мають змішану структуру. Основними напрямами стратегії розвитку збройних сил Туркменістану є:
- переоснащення та модернізація військової техніки збройних сил;
- підвищення професіоналізму військовослужбовців через масштабні тактичні навчання та стрільби, що регулярно проводяться;
- навчання особового складу поводженню зі зброєю нового покоління;
- підтримання в постійній бойовій готовності частин та підрозділів збройних сил (мається на увазі ВПС Туркменістану)[2].

## Армія за родами військ

### Сухопутні війська Туркменістану

Прапор ЗС Туркменістану.

Найоснащенішими і мобільними, а відповідно і боєздатними частинами є артилерійські і танкові. На озброєнні цих частин і підрозділів стоїть до 600 танків Т-72, більше 1000 БМП і БТР і близько 500 одиниць артилерії калібром понад 100 мм. Останнім часом Туркменістан значно підсилює свої прикордонні сили. В кінці 2001 року на території республіки створено 3 нових прикордонних загони. Один дислокований на кордоні з Казахстаном на північно-західних територіях. Другий — в районі м. Керкі, де проходить кордон з Афганістаном. Третій, Койтендагський загін розмістився на південному сході, на перетині афгано-узбецького і туркменського кордонів. Цьому загону дісталася найважча ділянка кордону. Формування нових прикордонзагонів повністю виправдано, оскільки в Туркменістані дуже велика протяжність зовнішніх кордонів.
У рамках модернізації системи ППО сухопутних військ в України були закуплені новітні радіолокаційні станції «Кольчуга», здатні непомітно для апаратури стеження противника виявляти надводні, повітряні та наземні цілі. Варто відзначити також той факт, що Туркменістан — єдина з країн СНД, що не підписав угоду про заходи з контролю за поширенням переносних зенітно-ракетних комплексів «Ігла» та «Стріла» в країнах Співдружності.

### Військово-повітряні сили Туркменістану

Прапор ВПС Туркменістану.

Після розділу Туркестанського військового округу СРСР між незалежними державами Центральної Азії на частку Туркменістану припало найбільше в Середній Азії авіаційне угруповання, дислоковане на двох великих базах — під Мари та Ашгабатом.

#### Техніка та озброєння
Згідно з даними IISS The Military Balance на 2022 рік Військово-повітряні сили Туркменістану мали у своєму розпорядженні таку техніку :
| Назва                          | Фото          | Країна походження | Тип                                                    | Кількість          | Примітки                            |
| Бойові літаки                  | Бойові літаки | Бойові літаки     | Бойові літаки                                          | Бойові літаки      | Бойові літаки                       |
| ------------------------------ | ------------- | ----------------- | ------------------------------------------------------ | ------------------ | ----------------------------------- |
| МіГ-29A/МіГ-29УБ               |               | СРСР              | багато цільовий винищувач учбово-бойовий винищувач     | 22 2               |                                     |
| Су-25                          |               | СРСР              | штурмовик                                              | 31                 | 19 Су-25 12 Су-25МК                 |
| Аеро Л-39 «Альбатрос»          |               | Чехія             | учбово-бойовий                                         | 2                  |                                     |
| Aermacchi M-346                |               | Італія            | учбово-бойовий                                         | 6                  |                                     |
| Embraer EMB 314 Super Tucano   |               | Бразилія          | Легкий турбогвинтовий штурмовик                        | 6                  |                                     |
| Diamond DA42                   |               | Австрія           | літак спостереження                                    | 5                  |                                     |
| Транспортні літаки             |               |                   |                                                        |                    |                                     |
| Ан-74ТК-200С                   |               | Україна           | транспортний                                           | 2                  |                                     |
| Alenia C-27 Spartan            |               | Італія США        | військово-транспортний                                 | 2                  |                                     |
| Ан-26                          |               | СРСР              | військово-транспортний                                 | 1                  |                                     |
| Гелікоптери                    |               |                   |                                                        |                    |                                     |
| AgustaWestland AW109           |               | Італія            | багатоцільовий                                         | 7                  |                                     |
| AgustaWestland AW139           |               | Італія            | багатоцільовий                                         | 7                  |                                     |
| Eurocopter EC 145              |               | Франція           | багатоцільовий                                         | 2                  |                                     |
| Eurocopter AS365 Dauphin       |               | Франція           | багатоцільовий                                         | 2                  |                                     |
| Мі-17В                         |               | Росія             | багатоцільовий                                         | 11                 |                                     |
| Мі-24П                         |               | СРСР              | ударний                                                | 10                 |                                     |
| Мі-8                           |               | СРСР              | багатоцільовий                                         | 6                  |                                     |
| БПЛА                           |               |                   |                                                        |                    |                                     |
| CASIC WJ-600                   |               | КНР               | Розвідувально-ударний                                  | 3                  |                                     |
| Bayraktar TB2                  |               | Туреччина         | Ударний                                                | 6                  |                                     |
| Selex ES Falco                 |               | Італія            | Тактичний                                              | 3                  |                                     |
| SkyStriker                     |               | Ізраїль           | Ударний                                                | 4                  |                                     |
| CH-3A                          |               | КНР               | Ударний                                                | 3                  |                                     |
| Orbiter-2B                     |               | Ізраїль           | Розвідувальний                                         | 10                 |                                     |
| Orbiter-3B                     |               | Ізраїль           | Розвідувальний                                         | 6                  |                                     |
| ППО                            |               |                   |                                                        |                    |                                     |
| Тип                            | Фото          | Країна походження | Призначення                                            | Кількість          | Примітки                            |
| HQ-9                           |               | КНР               | ЗРК великої дальності                                  | 2                  |                                     |
| HQ-12 (ЗРК)                    |               | КНР               | ЗРК середньої дальності                                | невідома кількість |                                     |
| HQ-7B (FM-90)                  |               | КНР               | ЗРК малої дальності                                    | 32                 |                                     |
| ЗСУ-23-4 «Шилка»               |               | СРСР              | зенітна самохідна установка                            | 48                 |                                     |
| С-75 «Двина»                   |               | СРСР              | зенитний ракетний комплекс                             | невідома кількість |                                     |
| 9K33 «Оса»                     |               | СРСР              | зенитний ракетний комплекс                             | 40                 |                                     |
| С-125 «Нева», С-125 «Алебарда» |               | СРСР Білорусь     | зенітно-ракетні комплекси малої та середньої дальності | 20+                | ЗРК «Алебарда», куплені у 2013 році |
| С-200                          |               | СРСР              | зенитний ракетний комплекс                             | 12                 |                                     |
| TS-504                         |               | КНР               | Станції тропосферного зв'язку                          | 3                  |                                     |
| YLC-2                          |               | КНР               | трьохкоординатна радіолокаційна станція                | 4                  |                                     |
| «Кольчуга-М»                   |               | Україна           | станція радіотехнічної розвідки                        | 3                  |                                     |
| DWL002                         |               | КНР               | Станції пасивної розвідки                              | 3                  |                                     |

За роки незалежності було вжито заходів щодо подальшого зміцнення потенціалу ВПС, зокрема, Грузія модернізувала для Туркменістану 43 військових літаки і 8 гелікоптерів (у тому числі 22 штурмовики Су-25 за більш ніж $ 22 млн); крім того, Туркменістан придбав у Грузії два нових бойових літаки.
ВПС на цей момент є найбоєздатнішою структурою в рамках ЗС Туркменістану. Вони використовуються в тому числі і для патрулювання Каспійського моря, компенсуючи тим самим недостатню потужність флоту.

### Військово-морський флот Туркменістану
Військово-морський флот Туркменістану на цей момент підпорядкований командуванню прикордонних військ. Головна база флоту розташовується в порту Туркменбаши (колишній Красноводськ). У містечку Келіф на Амудар'ї розташовується невелика база річкової флотилії. Чисельність складу флоту разом із береговими службами — до 2000 осіб.
2002 року на озброєння сил берегової охорони на Каспії надійшли десятки нових патрульних катерів, придбаних в України, переважно «Калкан-М» та «Гриф-Т». 2003 року Іран на вельми вигідних умовах передав Туркменістану в довгострокову оренду сім катерів берегової охорони. Крім того, в рамках співпраці з США на озброєння ВМФ Туркменістану надійшов патрульний катер типу Point Jackson. Росія передала два патрульних катери типу «Соболь».
2011 року на озброєння ВМФ Туркменістану були прийняті 2 ракетні катери проекту 12418.
2010 року Туркменістан замовив ударні ракетні комплекси «Уран-Е» на суму $79,8 млн. Перша партія туркменського замовлення була поставлена в 2011—2012 роках. Ашхабад на 2014 рік додатково замовив цього озброєння приблизно на суму $ 40 млн. Це ракети з дальністю ураження 130—260 км.
У лютому 2012 року в Ашхабаді на виїзному засіданні Державної ради безпеки Туркменістану була озвучена інформація про будівництво першого корабля на суднобудівному та судноремонтному підприємстві Державної прикордонної служби Туркменістану. Прикордонно-сторожовий корабель «Аркадаг». Це експортний варіант турецьких сторожових катерів NTPB (водотоннажність — 400 т, розміри — 55,75×8,85×2,5 м, швидкість 25 вузлів; озброєння — одна спарена 40-мм артустановка в носовій частині корпусу і два 25-мм автомати по бортах за рубкою). Всього буде введено в стрій вісім таких прикордонних кораблів.
Польова форма офіцера ВМС Туркменістану — шестикольоровий пустельний камуфляж.
Тим не менш, на цей момент туркменський ВМФ залишається найслабшим на Каспії, порівняно з військово-морським потенціалом інших прикаспійських держав.

## Нейтралітет Туркменістану
Туркменістан є фактично найбільш нейтральною з усіх держав на колишній території СРСР. Туркменістан не підписував Договір про колективну безпеку, не входить і в блок ГУАМ (Грузія, Україна, Азербайджан, Молдова та донедавна Узбекистан). Підкреслено нейтральну політику вів Туркменістан і щодо афганської війни, підтримуючи рівні стосунки як з талібами, так і з Північним альянсом. Навіть після подій 11 вересня 2001 війська союзників так і не з'явилися на території республіки, зокрема, Ніязов відмовив уряду Німеччині в наданні бази для німецьких літаків, аргументувавши свою позицію тим, що республіка має намір і далі слідувати принципам нейтралітету.

## Галерея

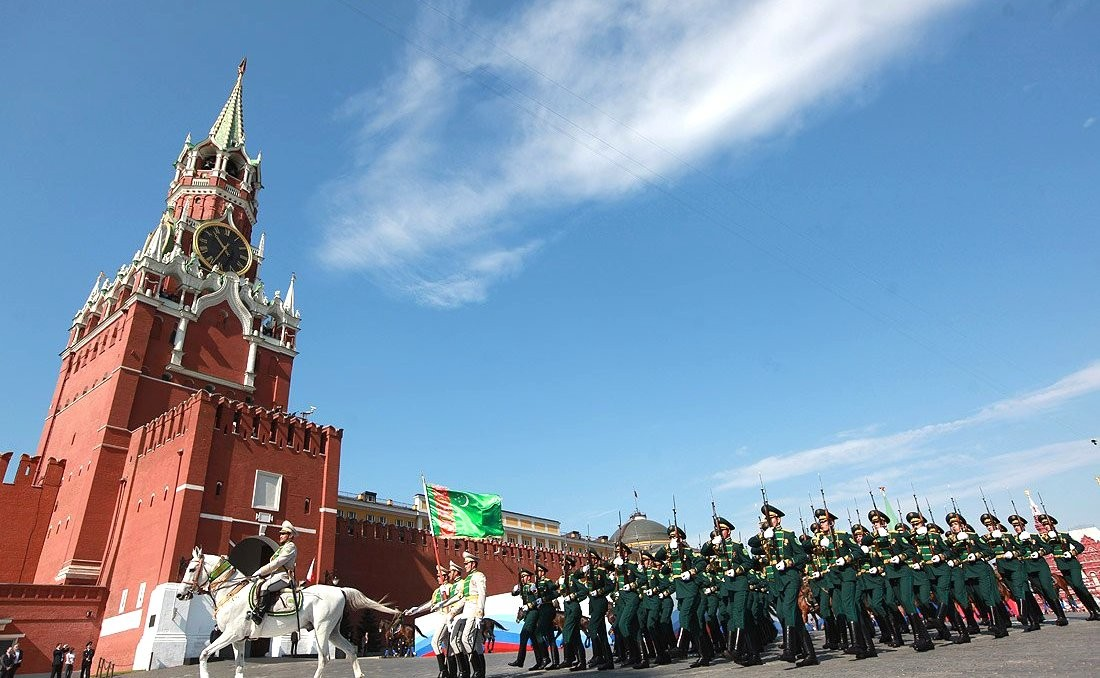
Проходження почесної варти Збройних сил Туркменістану та ахалтекінців Гирата. Військовий парад, присвячений 65-річчю Перемоги у Німецько-радянській війні. Москва, 9 травня 2010
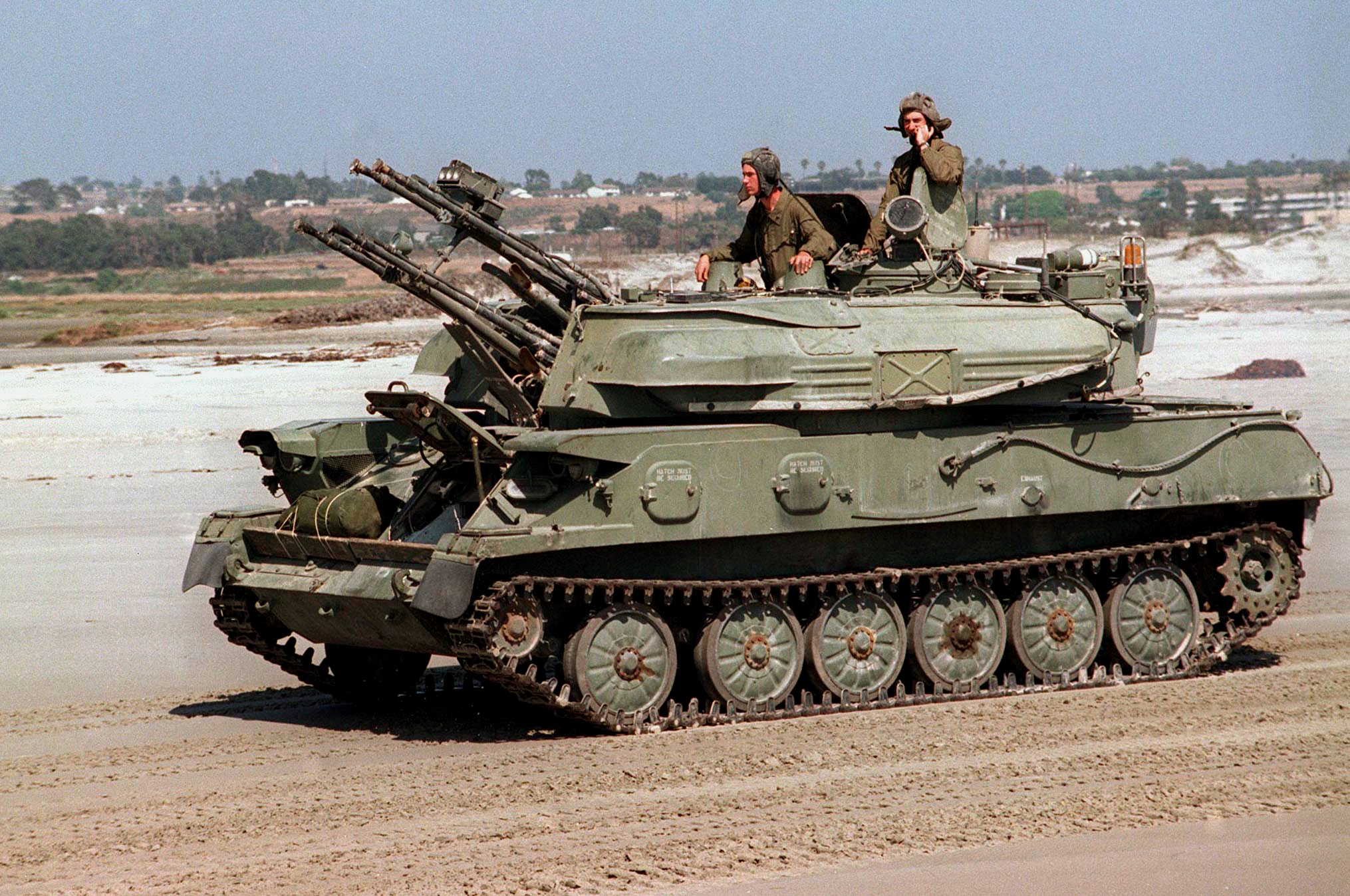
«Шилка» — одна з типів ЗСУ, що стоять на озброєнні ЗС Туркменістану
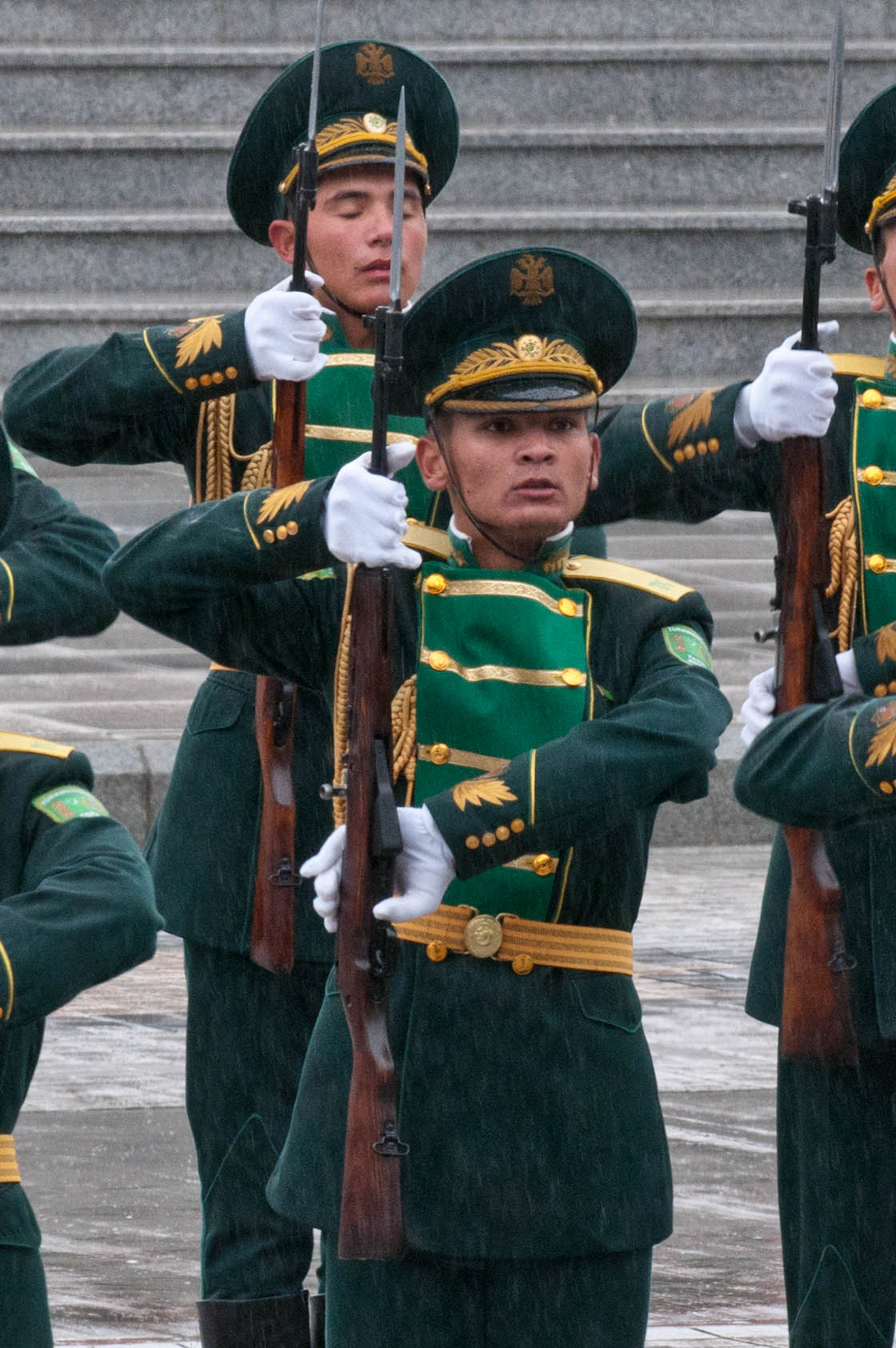
Військовий караул під час 20-ї річниці Незалежнсті Туркменістану
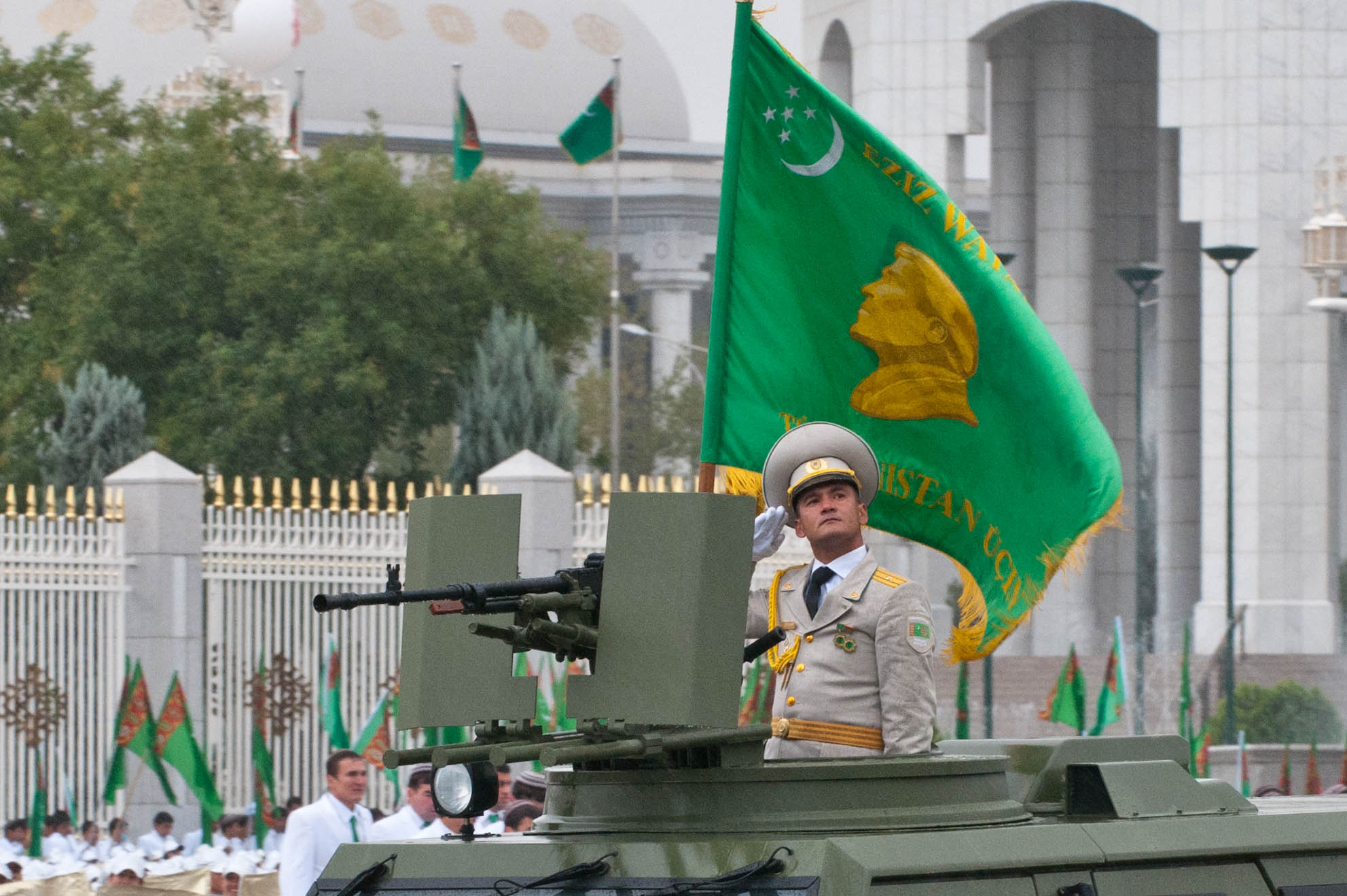
Солдат із прапором Туркменських Збройних Сил
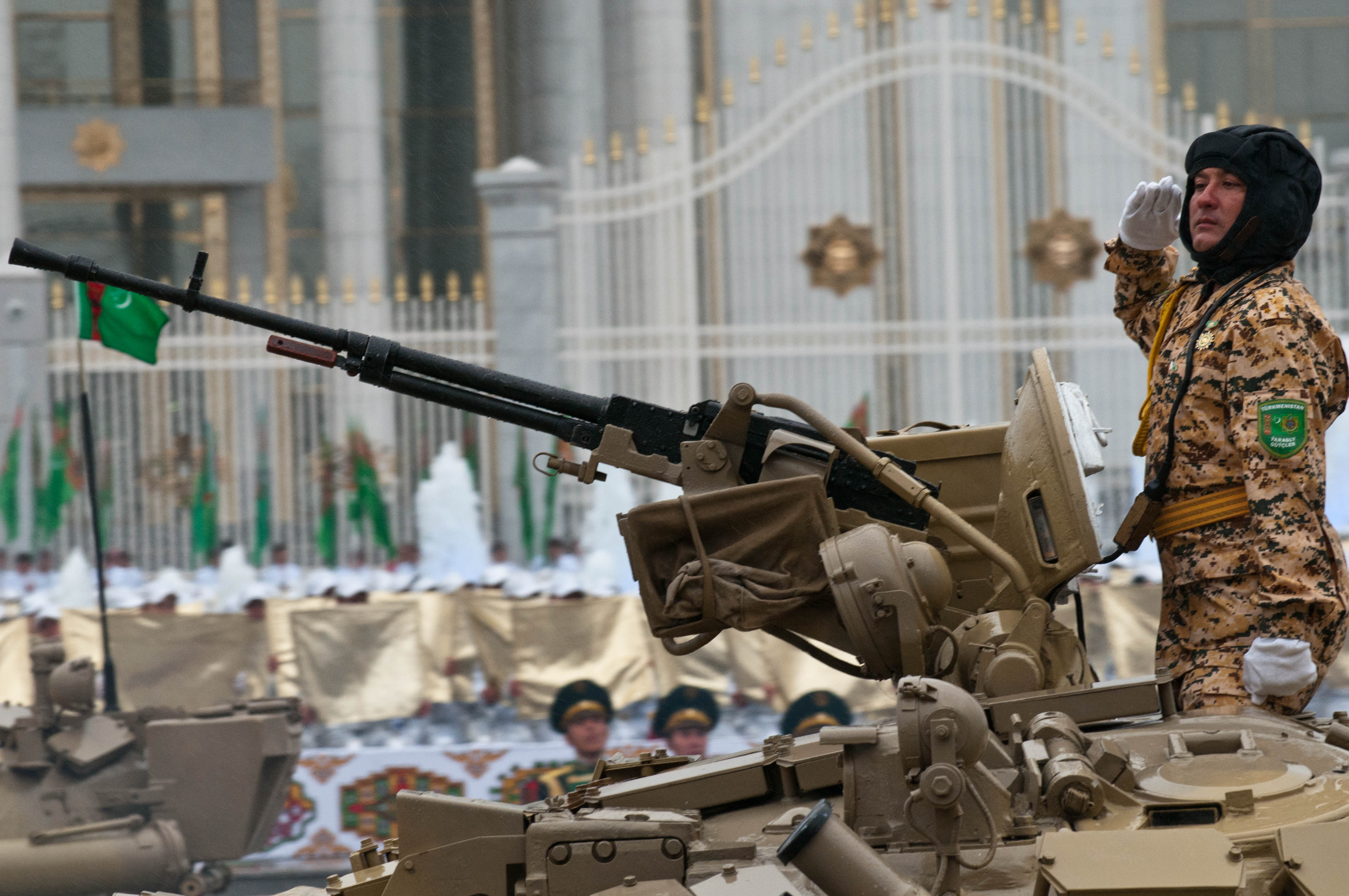
Танкіст на Т-72 віддає салют під час параду
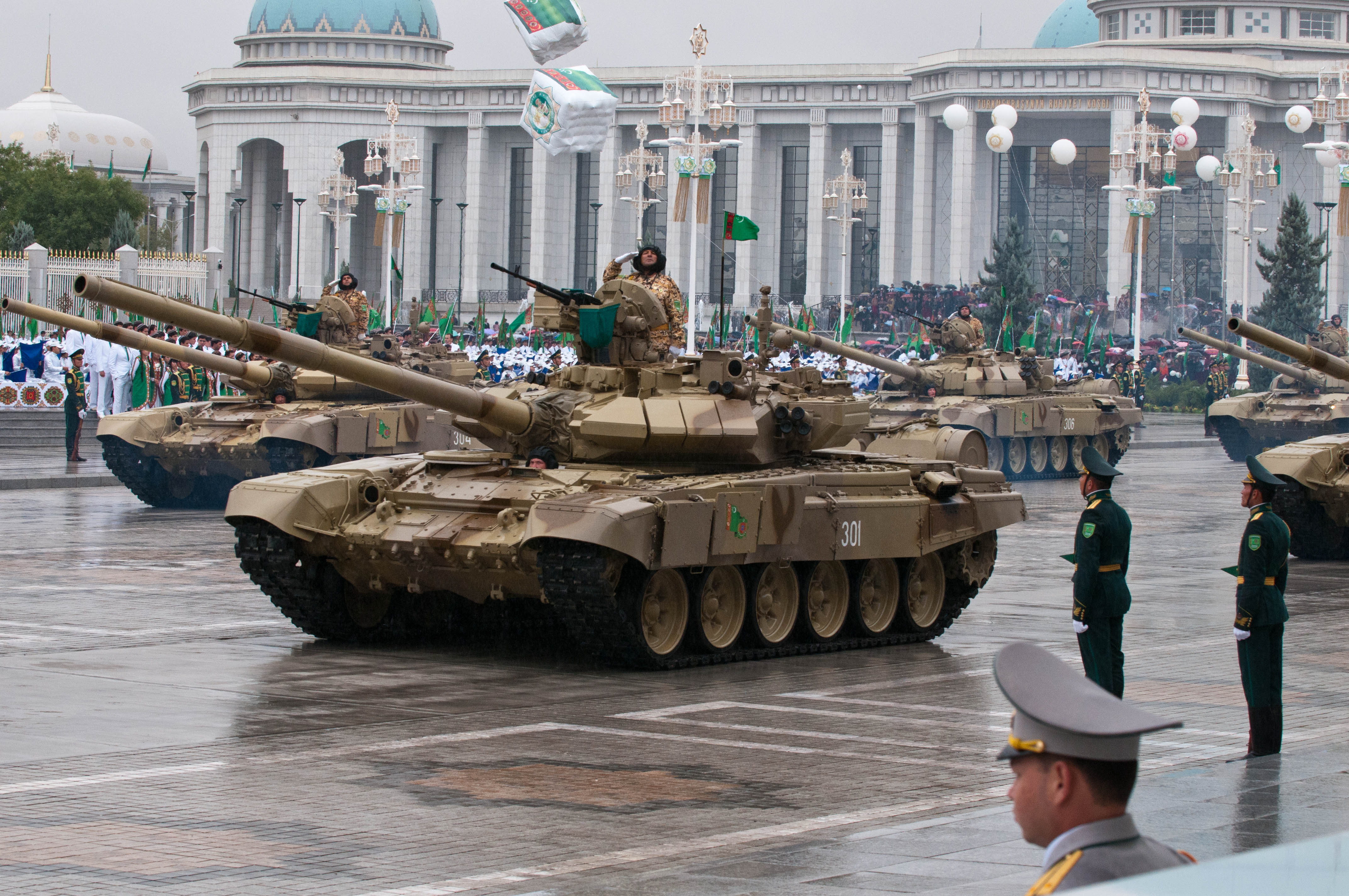
Т-90 і T-72UMG